# Stary Sąd w Przeworsku
Stary Sąd w Przeworsku – budynek, który znajdował się na rogu Rynku i ul. Piłsudskiego w Przeworsku, mieszczący sąd ziemski i sąd grodzki. Rozebrany podczas  II wojny światowej.

## Historia
Budynek został  wzniesiony w XVI wieku. Od XVII wieku obiekt użytkowały przeworskie sądy ziemskie. Po rozbiorach władze austriackie zajęły budynek na c.k. Sąd Powiatowy. W pomieszczeniach parterowych od strony podwórza urządziły zaś więzienie. W więzieniu tym przytrzymywani byli liczni powstańcy z roku 1863 aresztowani przez władze austriackie. W II Rzeczypospolitej obiekt służył Sądowi Grodzkiemu (do 1938), zaś lokale parterowe przeznaczone były na sklepy.
Po opuszczeniu budynku przez sąd, zarząd miasta planował zaadaptowanie obiektu na pasaż handlowy. Zamierzano odtworzyć dawną przelotową sień dla ruchu pieszego. Na piętrze planowano umieścić szkołę zawodową, zaś na parterze lokale handlowe. Projekt przebudowy miał przygotować krakowski architekt Wacław Nowakowski. Do przebudowy nie doszło ze względu na wybuch II wojny światowej. Niemieckie władze okupacyjne zarządziły rozebranie Starego Sądu celem poszerzenia drogi.
Na miejscu obiektu wzniesiono siedzibę Powiatowego Związku Gminnych Spółdzielni, tzw. czerwoną kamienicę.

## Architektura
Był to okazały, dużych rozmiarów, murowany, piętrowy budynek w stylu renesansowym. Na parterze znajdowały się sklepione pomieszczenia. Przez środek parteru przechodziła obszerna, przelotowa sień, dawniej zajezdnia. Pod obiektem znajdowała się sieć dwukondygnacyjnych piwnic, z których jedna wychodziła daleko w głąb Rynku. Budynek już w średniowieczu był skanalizowany. Do rozbiorów budynek posiadał podcienia, które zostały zamurowane przez zaborcę.